# Vensterschool Stadspark
De Vensterschool Stadspark is een monumentaal schoolgebouw in de Grunobuurt in de stad Groningen.

## Beschrijving

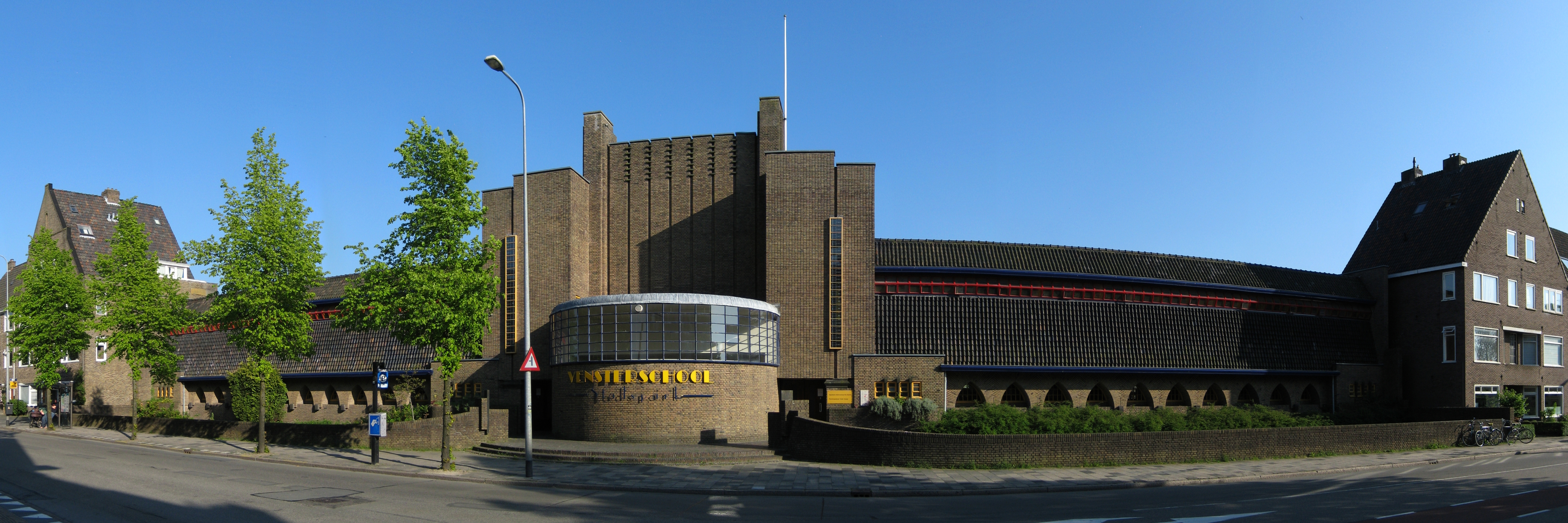
De voorzijde van de Vensterschool Stadspark in 2010

Het pand, gesitueerd aan de zuidzijde van de Parkweg nabij de Paterswoldseweg, werd in 1927 als lagere school gebouwd naar een ontwerp van de toenmalige gemeente-architect Siebe Jan Bouma (1899-1959) in de stijl van de Amsterdamse School. Het is een symmetrisch gebouw op een rechthoekige plattegrond, dat bestaat uit een centraal ingangsgedeelte met een uitgebouwde halfronde gymnastiekzaal (later verbouwd tot kantine) en twee vleugels met leslokalen.
De school is opgetrokken in gele Waalsteen, in het middendeel gemetseld in koppenverband. Dit middendeel, waarin de trappenhuizen zijn aangelegd, bestaat uit ten opzichte van elkaar verspringende rechthoekige volumes onder platte daken. In de muurvlakken zijn bakstenen lisenen en op de hoeken verticale vensters met gekleurd glas in lood aangebracht. Aan de weerszijden van de halfronde uitbouw, die een hoge glazen pui heeft, bevinden zich in diepe nissen de twee entrees van het pand. De vleugels van het schoolgebouw, waarin op de begane grond rijen spitsbogen met verdiept liggende vensters te zien zijn, worden door smalle stegen gescheiden van de aangrenzende jongere woonblokken. De bovenverdiepingen van de vleugels liggen achter steile dakvlakken, gedekt door blauwbruine pannen. In beide dakvlakken is een doorlopende rij vensters aangebracht. De achtergevel van het pand heeft grote houten ramen en in het midden een ingang met een betonnen luifel, waarvan het bovendeel wordt gedekt door verticaal gelegde dakpannen. Het schoolgebouw wordt aan de voorzijde van de Parkweg gescheiden door twee lage halfronde muren van baksteen.
De Vensterschool Stadspark is aangewezen als rijksmonument, mede omdat het pand "mag worden beschouwd als een van de hoogtepunten in het oeuvre van de Groninger architect S.J. Bouma".